# Myrmarachne seriatis
Myrmarachne seriatis is een spinnensoort uit de familie springspinnen (Salticidae).
De wetenschappelijke naam van de soort werd in 1930 voor het eerst geldig gepubliceerd door Banks.

## Voorkomen
De soort komt voor in de Filipijnen.